# Don Ritchie

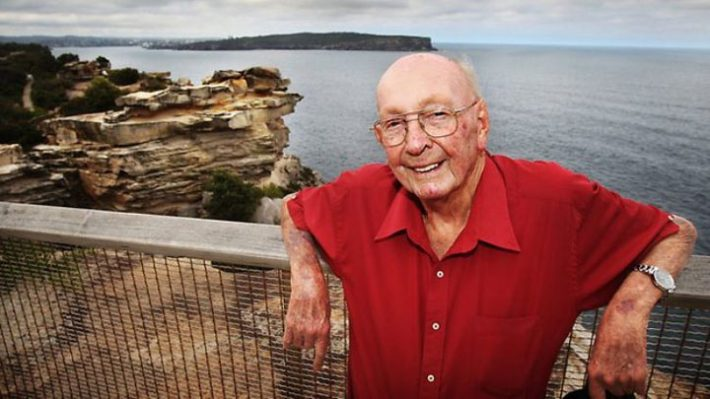
Don Ritchie

Donald Taylor Ritchie, OAM (9. Juni 1926 in Vaucluse – 13. Mai 2012 in Darlinghurst) war ein Australier, der bei vielen Suizidversuchen eingriff. Er rettete offiziell mindestens 180 Menschen, die an The Gap, einer Meeresklippe im Vorort Watsons Bay von Sydney, einen Suizidversuch unternehmen wollten.

## Frühes Leben
Ritchie besuchte die Vaucluse Public School und das Scots College. Er trat am 30. Juni 1944 als Seemann an Bord der HMAS Hobart in die Royal Australian Navy ein und erlebte am 2. September 1945 die bedingungslose Kapitulation der kaiserlichen japanischen Streitkräfte in der Bucht von Tokio, die den Zweiten Weltkrieg im Pazifik offiziell beendete. Nach dem Krieg war er als Versicherungsvertreter tätig.

## Eingreifen
Offiziell rettete er in einem Zeitraum von 45 Jahren 180 Menschen vor dem Suizid (Stand 2009), wobei seine Familie behauptet, dass die Zahl eher bei 500 liege. Ritchie wohnte in der Nähe des Ortsteils The Gap in Sydney, Australien, der für zahlreiche Suizidversuche bekannt ist.
Wenn Ritchie jemanden auf den Klippen in Not sah, überquerte er die Straße von seinem Grundstück und verwickelte die Person in ein Gespräch, das oft mit den Worten begann: „Kann ich Ihnen irgendwie helfen?“ Danach lud er die Menschen zu einer Tasse Tee und einem Gespräch in sein Haus ein. Einige, denen er half, kamen Jahre später zurück, um ihm für sein Eingreifen zu danken.
Ritchie erklärte sein Eingreifen bei Suizidversuchen mit den Worten: „Man kann nicht einfach dasitzen und zusehen.“

## Auszeichnungen
Im Jahr 2006 wurde er für seine Rettungsaktionen mit der Medal of the Order of Australia ausgezeichnet, wobei die offizielle Begründung lautete: „Dienst an der Gemeinschaft durch Programme zur Verhinderung von Suizid“. Ritchie und seine Frau Moya wurden außerdem vom Woollahra Council, der für The Gap zuständigen Kommunalbehörde, zu „Bürgern des Jahres“ für 2010 ernannt. 2011 erhielt er den Local Hero Award für Australien, wobei der National Australia Day Council sagte: „Seine freundlichen Worte und Einladungen in sein Haus in Zeiten der Not haben einen enormen Unterschied gemacht … Mit solch einfachen Handlungen hat Don eine außergewöhnliche Anzahl von Leben gerettet.“

## Tod
Ritchie starb am 13. Mai 2012 im Alter von 86 Jahren. Er hinterließ seine Frau Moya und drei Töchter.